# Drujba, Vidin
Drujba (în bulgară Дружба, în română Molălia) este un sat în comuna Vidin, regiunea Vidin, Bulgaria. Localitatea a fost locuită compact de românii din Timocul bulgăresc.. 

## Demografie
Componența etnică a satului Drujba
     Bulgari (98,29%)
     Nicio identificare (1,7%)
     Altele (0%)
La recensământul din 2011, populația satului Drujba era de 234 locuitori. Din punct de vedere etnic, majoritatea locuitorilor (98,29%) erau bulgari. Pentru 1,7% din locuitori nu este cunoscută apartenența etnică.